# Sevada schimperi
Sevada es un género monotípico de plantas fanerógamas perteneciente a la familia Amaranthaceae. Su única especie: Sevada schimperi Moq., es originaria de África.

## Descripción
Son densos arbustos que alcanzan un tamaño de 40 cm de altura, con tallos leñosos.

## Distribución y hábitat
Se encuentra en limos salinos, en arenas sobre piedra caliza, en yeso de aluvión, o en áreas abiertas rocosas de piedra caliza o yeso, cerca del nivel del mar, hasta una altitud de 150 m altura, en Egipto, Sudán, Etiopía y Somalía.

## Taxonomía
Sevada schimperi fue descrita por el naturalista francés y médico, Alfred Moquin-Tandon y publicado en Prodromus Systematis Naturalis Regni Vegetabilis 13(2): 47, 154, en el año 1849. (5 de mayo de 1849)

## Sinonimia
- Suaeda schimperi Martelli[4]